# フランソワ＝ガブリエル・レポール
フランソワ＝ガブリエル・レポール（仏: François-Gabriel Lépaulle (Francois Gabriel Guillaume Lepaulle)、1804年1月21日 - 1886年8月28日）は、フランスの画家。

## 生涯
1804年1月21日、ヴェルサイユに生まれる。美術学校で学びながら、ジャン＝バプティスト・ルニョー(Jean-Baptiste Regnault)やオラース・ヴェルネ(Horace Vernet)らに師事する。1824年に初めて作品をサロンに出品する。レポールは以後、スペインやイタリア、アフリカ、トルコなどへの旅をしながらも、毎年サロンに作品を出品した。
1855年、皇帝ナポレオン3世の強力な支持で進められた第1回パリ万国博覧会では、「聖アルノーの肖像」が出展された。

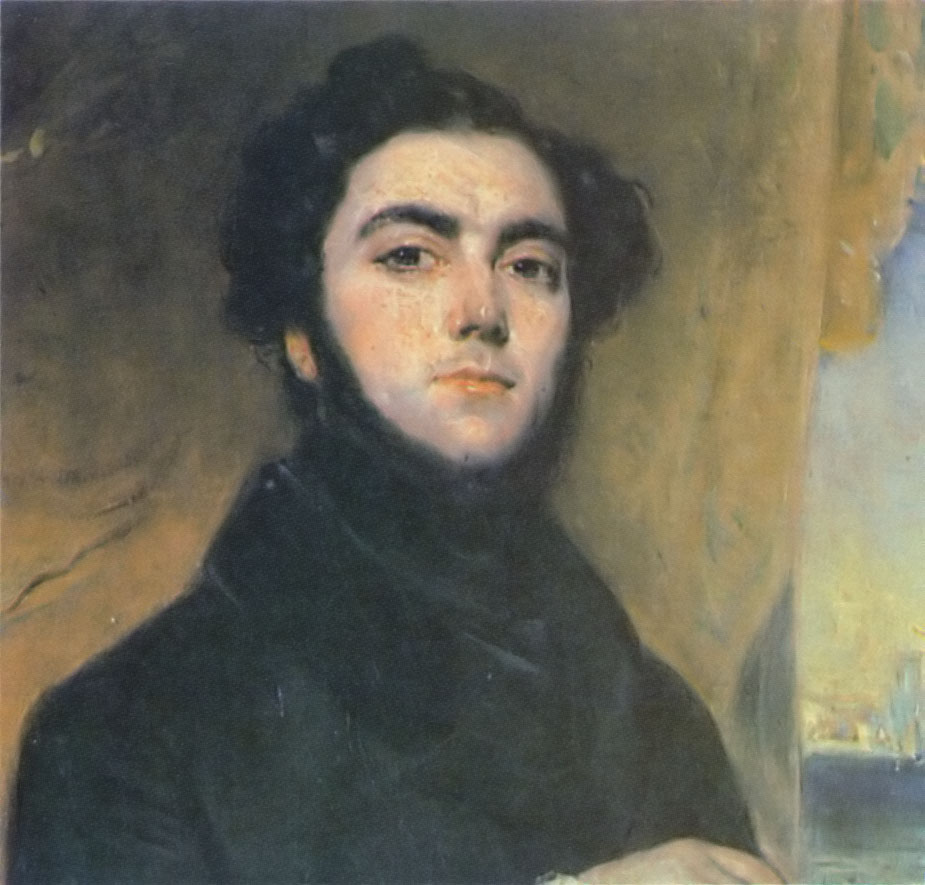
フランソワ・レポール画:ウージェーヌ・シューの肖像(1837)

レポールの作品は様々なジャンルに及んだが、中でも多くの肖像画を残しており、ナポレオン3世やモンテスキュー、イザベル女王、ロスチャイルドのライオネル男爵など著名人の肖像画がヴェルサイユ宮殿美術館に展示されている。

## 作品例

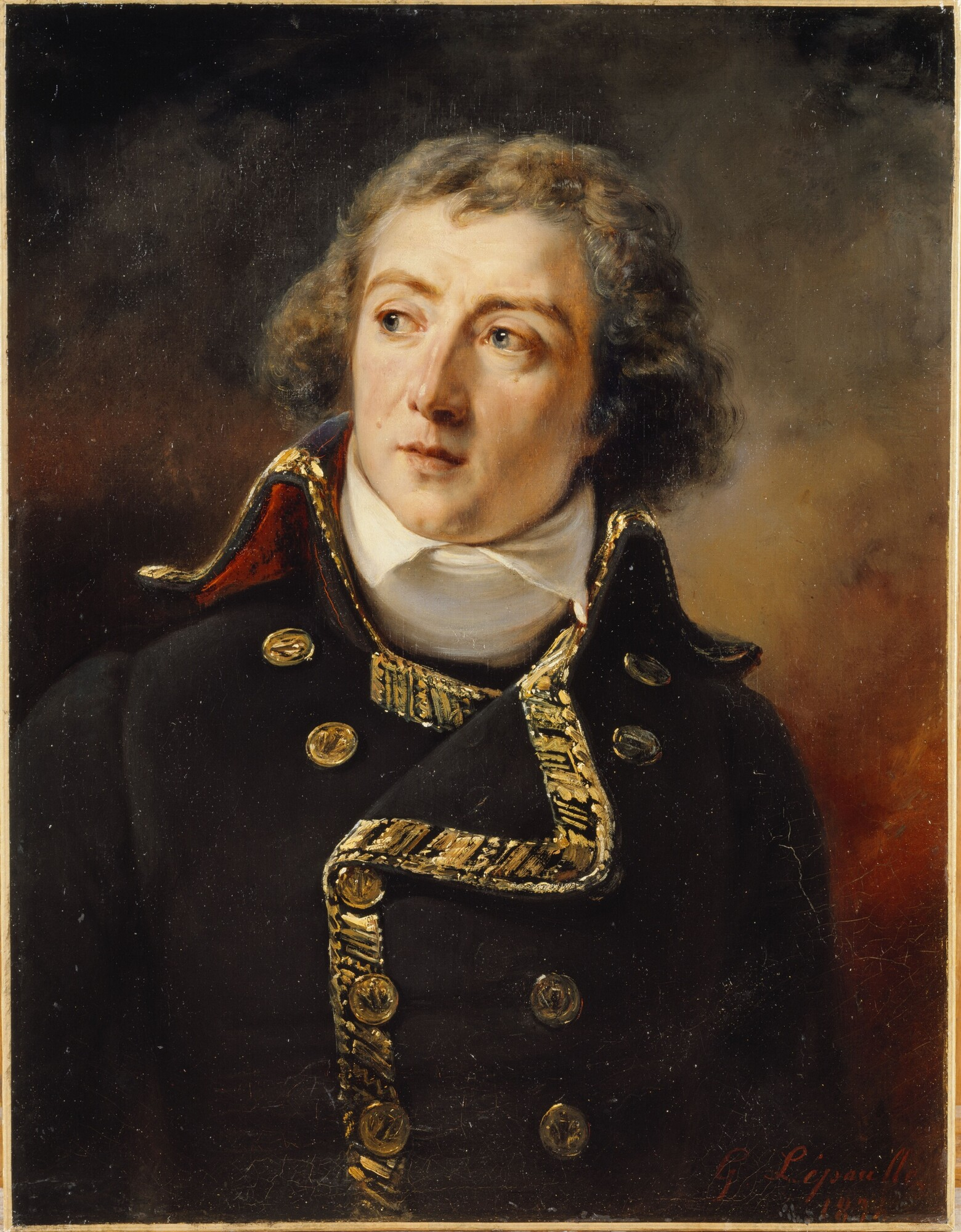
ルイ・ベルティエの肖像 1834年 ヴェルサイユ宮殿美術館所蔵
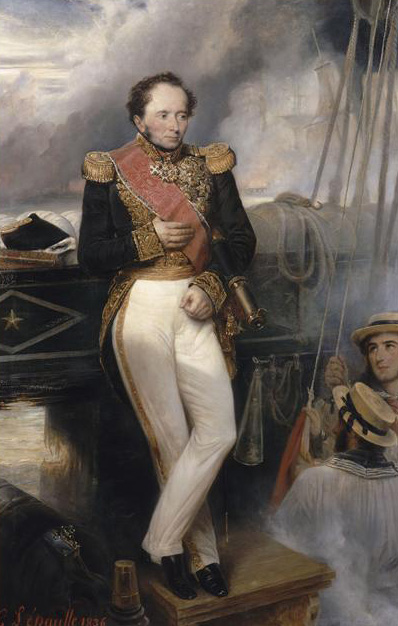
ヘンリー・ドゥ・リグニイ像 1836年 ヴェルサイユ宮殿美術館所蔵
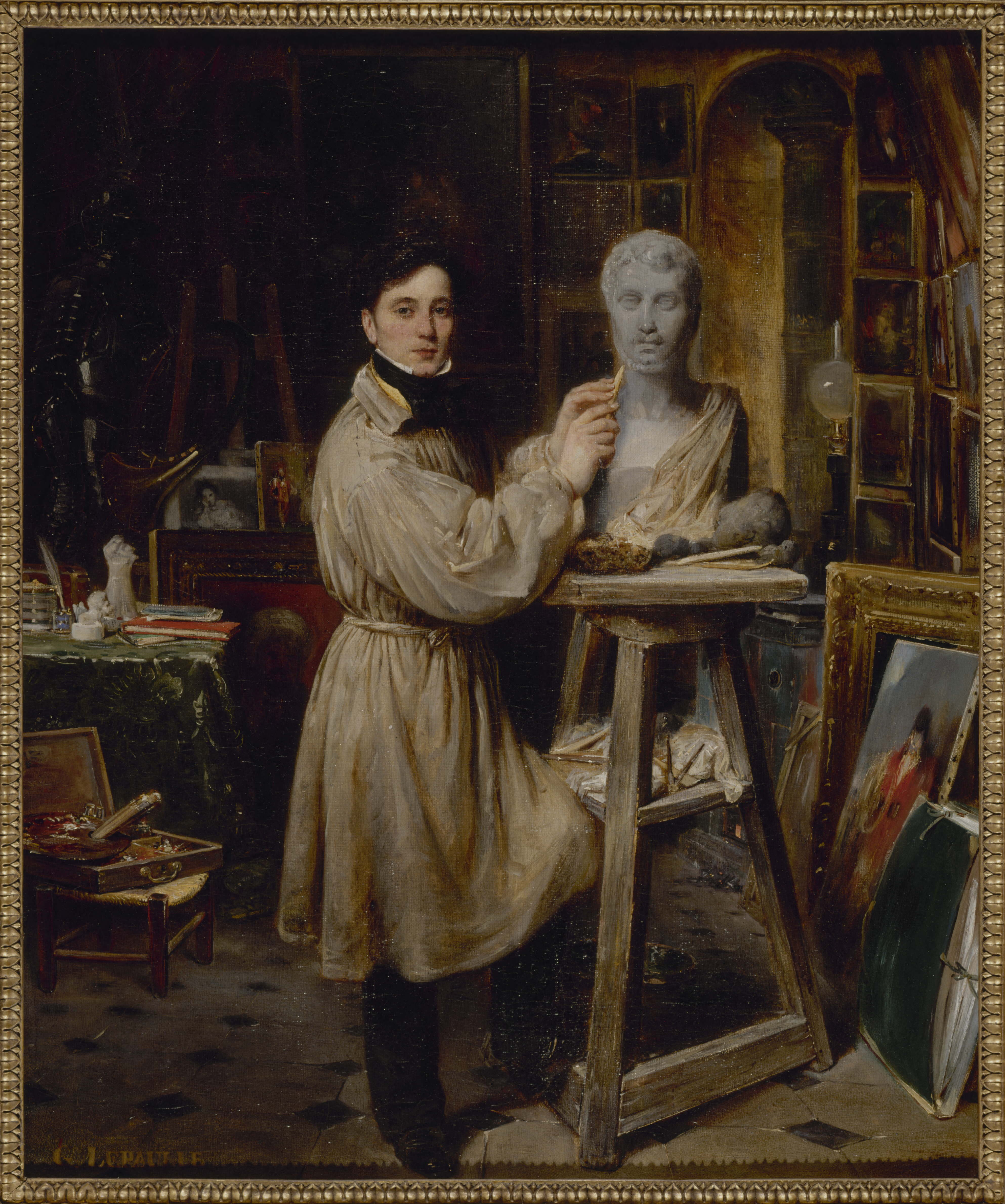
ジャン・ダンタンとアトリエ カルナヴァレ博物館所蔵
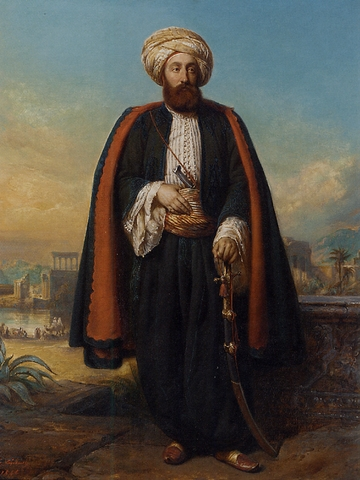
ジョージ・ヘンリー大佐像 1846年 個人蔵

### その他作品
Intérieur d’appartement Louis XIV (1831) 

la Coquette (1835)

Frascatane en habits de fête, Vue de Paris (1839)

la Rêveuse italienne (1841)

la Mandoline, Au bal de l’Opéra (1842)

Chacun chez soi, scène flamande (1845)

les Odalisques au bain, l’Intérieur du harem (1846)

l’Esclave favorite (1847)

l’Indécision (1852)